# Espártoco I
Espártoco I (en griego antiguo: Σπάρτοκος A', Spártokos I) fue un rey del Bósforo que reinó desde el año 438 al 433 a. C.

## Orígenes
Diodoro Sículo indica que en Asia, a los reyes del Bósforo Cimerio de la dinastía de los llamados Arqueanáctidas, que tuvieron el poder durante cuarenta y dos años, les sucedió en el trono Espártoco, que reinó durante siete años». Tradicionalmente se considera a Espártoco de origen tracio, de hecho de su nombre y de la utilización de varios de sus descendientes de nombre real «Perisades» (i.e. Berisades), deriva el nombre llevado por los dinastas odrisios. Se ha sugerido un origen iranio para esta dinastía.

## Reinado
Según Diodoro Sículo, Espártoco reinó siete años. Esta duración no es del todo coherente con el sincronismo cronológico recogido por el historiador, quien indica que su entronización fue en el tercer año de la 85 Olimpiada y lo sincroniza con el año en que Teodoro fue arconte en Atenas 438/437 a. C.). El año en que murió Espártoco era arconte Apseudes, es decir en 433/432nbsp;a. C. La conquista de Panticapea por Espártoco se ha datado en el 438 a. C.
Historiadores modernos reducen su reinado a cinco años Se le considera, como a sus sucesores , por lo que los atenienses calificaban diplomáticamente como «arcontes», y a la vez como el «tirano» de las ciudades griegas bajo su control y como el rey de los pueblos escitas vecinos que estuvieron bajo su autoridad.

## Posteridad
Diodoro Sículo, que se aplica a precisar sistemáticamente las filiaciones del los reyes del Bósforo, indica simplemente que el sucesor de Espártoco I fue un tal Seleuco, que reinó cuarenta años. Aunque en general se considera que los hermanos Sátiro I y Seleuco I gobernaron conjuntamente, los partidarios de la hipercrítica se basan en la ausencia de tal precisión en Diodoro para emitir la hipótesis de que Seleuco era un usurpador, y que este nombre nunca fue usado en la dinastía.
En otro pasaje el historiador afirma que Sátiro I fue el hijo de Espártoco.